# Van der Pauw-módszer

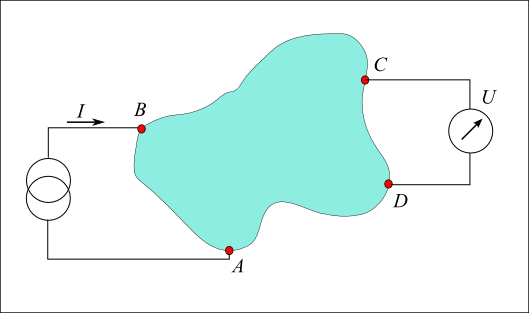
A Van der Pauw-kísérlet legáltalánosabb megvalósításának sémája.

A fizikában a van der Pauw-módszer egy kísérleti eljárás, mellyel anyagminták elektromos fajlagos ellenállása, négyzetes ellenállása, Hall-állandója, illetve többségi töltéshordozóik mobilitása határozható meg. A módszer alkalmazhatóságának feltétele, hogy a vizsgált anyagminta összefüggő felületű, vékony és szilárd. A vizsgált tartomány alakjára elvben mindössze annyi feltétel vonatkozik, hogy egyszeresen összefüggő legyen (azaz ne tartalmazzon „szigeteket”), továbbá hogy méréskor ezen tartomány peremén kell elhelyezni a négy elektromos kontaktust.
Bár hasonlít a négypont-ellenállásméréshez, a Van der Pauw-módszerben az anyagminta átlagos fajlagos ellenállása mérhető, míg előbbi a négy, egy vonalban kialakított elektromos kontaktus irányában értelmezhető fajlagos ellenállás mérésére szolgál. Anizotrop anyagok esetén a módszer módosításra szorul. Az egyik lehetséges eljárás irányfüggő elektromos jellemzőkkel bíró anyagminták mérésére a Montgomery-módszer.
A Van der Pauw-mérésből az alábbi anyagjellemzőkre lehet következtetni:
- Az anyag fajlagos ellenállása
- A dópolási polaritás (azaz, hogy n- vagy p típusú félvezetőről van-e szó)
- A többségi töltéshordozó felületi koncentrációja, melyből a tömbi töltéshordozó-koncentrációra és a dópolók koncentrációjára lehet következtetni.
- A többségi töltéshordozók mobilitása.

A módszert Leo J. van der Pauw, az eindhoveni Philips Research Laboratory munkatársa dolgozta ki 1958-ban.

## Feltételei
A Van der Pauw módszer az alábbi öt feltétel teljesülése esetén alkalmazható:
1. A minta vékony (kvázi-kétdimenziós), vastagsága pedig egyenletes.
2. A felület egyszeresen összefüggő tartományt képez, azaz nincsenek rajta elszigetelt tartományok.
3. A minta homogén és izotrop elektromos tulajdonságokkal rendelkezik.
4. A négy elektromos kontaktust a minta peremén kell elhelyezni.
5. Az elektromos kontaktusok felülete elhanyagolhatóan kicsi a minta vizsgált felületéhez képest.

## A mérés megvalósítása

### Minta-előkészítés

Javasolt (a), elfogadható (b), és nem javasolt elrendezések (c) a van der Pauw méréshez való mintaelőkészítésnél

A mérés elvégzéséhez megfelelő minta szükséges, helyes mérési geometria megválasztásával és a minta előkészítésével a mérés pontossága növelhető. Így például azzal csökkenthetők a mérési hibák, ha szimmetrikus és méreteihez képest igen vékony mintát választunk. Optikai eljárással (például ellipszometria alkalmazásával) gyakran kiszűrhetők a réteg egyenetlenségei illetve felderíthetők a rétegen izolált pontok. Jelentős réteghibák korlátozzák a van der Pauw-mérés pontosságát.
A mérések előtt a mintát négy kerületi pontján (illetve ha a perem nagyon inhomogén, akkor ahhoz kellőképpen közel) ohmikus kontaktusokkal kell ellátni. A kontaktusok felületét észszerű határokon belül lehetőleg csökkenteni kell. Ha a kontaktusok mérettartománya D, átlagos távolságuk pedig L, akkor a kontaktusok méretéből adódó hiba nagyságrendileg D/L-lel arányos. Ha a kontaktusoknál különféle anyagú vezetékeket alkalmaznánk, termoelektromos jelenség léphetne fel, ennek elkerülése végett tehát azonos anyagú kontaktusok ajánlottak.

### A mérési elrendezés és definíciók
- Szokás szerint a négy kontaktust egy négyzet vagy lóhere alakú minta négy sarkán helyezik el és 1-től 4-ig számozzák az óramutató járásával ellentétes irányban.
- {\textstyle I_{ij}}-vel jelölik azt az amperben megadott elektromos áramot, mely az i-edik kontaktuson át lép a mintába és a j-ediken át lép ki abból.
- {\textstyle U_{ij}}-vel jelölik azt a voltban megadott elektromos feszültséget, melyet külső mágneses tér nélkül mérhetünk az i. és j. kontaktus között (azaz {\textstyle U_{ij}=U_{j}-U_{i}}).
- A {\textstyle \rho } fajlagos ellenállás egysége {\textstyle \Omega \cdot m}.
- A minta {\displaystyle t} vastagságát méterben adják meg.
- A minta {\textstyle R_{s}} négyzetes ellenállását {\textstyle \Omega /\square } egységben adják meg.

## A fajlagos ellenállás mérése
A minta fajlagos ellenállása általános esetben a következőképpen adható meg:
{\displaystyle \rho =R_{s}\cdot t},
ahol {\displaystyle \rho } a fajlagos ellenállás, {\displaystyle R_{s}} a négyzetes ellenállás, {\displaystyle t} pedig a rétegvastagság. Anizotrop esetben az egyes {\displaystyle \rho _{x},\rho _{y}} komponensek megadása a Montgomery-módszerrel lehetséges. A van der Pauw-módszer több, egymásra épülő lépésben végezhető el, melyek egyre pontosabb becslést adnak az anyagjellemzőkre.

### Alapvető mérések
A legegyszerűbb megvalósításban a minta egyik éle mentén áramot vezetünk (például {\displaystyle I_{12}}-t az 1. és 2. kontaktus között), míg a szemközti él mentén mérjük a feszültséget (pl. {\displaystyle V_{34}}-et). E kettő az Ohm törvényéhez hasonló módon meghatároz egy ellenállásértéket:
{\displaystyle R_{12,34}={\frac {V_{34}}{I_{12}}}}.
Van der Pauw rámutatott, hogy {\displaystyle R_{12,34}} és {\displaystyle R_{23,41}} megmérésével elméletileg tetszőleges alakú minta négyzetes ellenállása megadható az alábbi implicit alakban:
{\displaystyle e^{-\pi R_{12,34}/R_{s}}+e^{-\pi R_{23,41}/R_{s}}=1}.

### Reciprokmérések
Az elektromágnesség Lorentz-reciprocitása következtében egy áramsűrűség és az általa kiváltott elektromágneses tér a Maxwell-egyenletekben felcserélhető. Ennek értelmében azonos ellenállást kell mérnünk, ha felcseréljük egymással az árambevezetés és a feszültségmérés megfelelő kontaktusait. Így:
{\displaystyle R_{AB,CD}=R_{CD,AB}}
Ez az elméleti összefüggés lehetőséget ad, hogy a mérések eredményét pontosítsuk. Ha ugyanis az alapvető mérés két ellenállásértéke mellett azok reciprokértékeit is megmérjük, majd az összetartozó párokat irányonként átlagoljuk, akkor bizonyos geometriai okokból keletkező hibákat kompenzálhatunk. Ennek megfelelően legyen a függőleges irányokban mért ellenállások átlaga:
{\displaystyle R_{\text{f}}={\frac {R_{12,34}+R_{34,12}}{2}}},
míg a vízszintes irányokban mért ellenállások átlaga:
{\displaystyle R_{\text{v}}={\frac {R_{23,41}+R_{41,23}}{2}}}.
Ezekkel az ellenállásokkal van der Pauw képlete a következőképpen módosul, továbbra is implicite tartalmazva az {\textstyle R_{s}} négyzetes ellenállást:
{\displaystyle e^{-\pi R_{\text{f}}/R_{S}}+e^{-\pi R_{\text{v}}/R_{S}}=1}.

### Fordított polaritású mérések
A Maxwell-egyenletek időtükrözési szimmetriája miatt elméletben azt kapjuk, hogy a mérést azonos kontaktusok között, de ellentétes polaritással végezve ellentétes előjelű, de közel azonos nagyságú feszültséget mérünk. Ennek következtében az ellenállás e két esetben meg fog egyezni, például:
{\displaystyle R_{AB,CD}=R_{BA,DC}}.
Ennek az az előnye, hogy ha egymással fordított polaritású mérésekben kapott ellenállásokat átlagolunk össze, akkor kompenzáljuk a Seebeck-effektus miatti potenciálkülönbségeket.
A reciprokméréseket az ellentétes polaritású mérésekkel kiegészítve felírhatjuk, hogy:
{\displaystyle R_{\text{f}}={\frac {R_{12,34}+R_{34,12}+R_{21,43}+R_{43,21}}{4}}}
illetve
{\displaystyle R_{\text{v}}={\frac {R_{23,41}+R_{41,23}+R_{32,14}+R_{14,32}}{4}}}
a van der Pauw-képlet pedig a reciprokmérésnél ismertetett alakú.
A mérési eredmény akkor fogadható el, ha a reciprokos és fordított polaritású mérések eredménye nem esik távol az alapmérés eredményétől. A gyakorlatban kb. 3%-os különbség még tolerálható, ennél nagyobb eltérés esetén viszont szükség van a mérőrendszer, illetve a mérési geometria felülvizsgálatára.

### A négyzetes ellenállás kiszámítása
A van der Pauw-képletben implicit módon kapott {\textstyle R_{s}} négyzetes ellenállást általános esetben nem tudjuk explicit módon kifejezni.
Fontos kivétel, amikor {\displaystyle R_{f}\approx R_{v}}. Ekkor a négyzetes ellenállás egyszerűen az
{\displaystyle R_{s}={\frac {\pi R}{\ln 2}}}
alakban előáll.
Ha az ellenállások között nincs ilyen összefüggés, akkor numerikus módszerrel lehet kifejezni {\textstyle R_{s}} értékét. A Newton-módszer általában jól alkalmazható a négyzetes ellenállás kiszámítására. Legyen {\displaystyle s=e^{-\pi /{R_{s}}}}, ezzel az iteráció következő lépésében az eredményt az alábbi alakban kapjuk:
{\displaystyle R_{s}'=R_{s}+R_{s}^{2}{\frac {1-s^{R_{f}}-s^{R_{v}}}{\pi (R_{f}s^{R_{f}}+R_{v}s^{R_{v}})}}}

## A Hall-állandó mérése

### A mérés elve
Mágneses térbe helyezett töltött részecskére Lorentz-erő hat. Ennek nagysága a térerősségtől illetve a töltés sebességétől függ, maximuma akkor van, ha a mozgás a mágneses erővonalakra merőleges. Ekkor nagysága:
{\displaystyle F_{L}=qvB},
ahol q a részecske töltése coulomb egységekben, v a sebessége cm/s-ban, B pedig a mágneses indukció (Wb/cm2). Tekintsünk egy félvezető mintát, melyen áram folyik át. A mintában haladó elektronok sebessége 
{\displaystyle v={\frac {I}{nAq}}}, 
ahol n az elektronsűrűség, A a keresztmetszeti felület mérete és q az elemi töltés (1.602×10-19 coulomb).
Ha ekkor bekapcsolunk egy külső mágneses teret, amely erővonalainak iránya merőleges a mintában folyó áramra, akkor az elektronok a minta egyik oldalán halmozódnak fel. Ez a töltésekre ható Lorentz-erő hatása. Ha a töltés sebességére vonatkozó összefüggést beírjuk a Lorentz-törvénybe, megkapjuk, hogy a félvezető mintában haladó elektronokra mekkora erő hat a mágneses tér miatt:
{\displaystyle F_{L}={\frac {IB}{nA}}}.
A töltések felhalmozódása miatt elektromos feszültség alakul ki a minta két oldala között, melyet Hall-feszültségnek nevezünk. Az áram iránya a töltésszétválás után nem változik meg, így azt feltételezhetjük, hogy a Lorentz-erő és a töltések szétválása miatt kialakuló elektromos tér hatása kiegyensúlyozza egymást. A Hall-feszültség nagysága megegyezik a szétválás miatti elektromos térnek és a minta szélességének szorzatával:
{\displaystyle V_{H}=w\epsilon ={\frac {wIB}{qnA}}={\frac {IB}{qnd}}},
ahol w a minta szélessége és ε a vastagsága. Az {\displaystyle n_{s}} felületi töltéssűrűséget úgy kapjuk meg, ha a tömbi elektronsűrűséget elosztjuk a minta vastagságával. Így a Hall-feszültség a következőképpen adható meg:
{\displaystyle V_{H}={\frac {IB}{qn_{s}}}}.

### A mérés megvalósítása
A Hall-mérésekhez a van der Pauw-elrendezésben előkészített mintát egy arra merőleges mágneses térbe helyezik. Két méréssorozatot kell végrehajtani: egyik sorozat közben az x–y-síkbeli mintát a mágneses térerősségvonalak a +z, a másik sorozat közben a -z irányban metszik. Jelöljük az i. és j. pont között, +z irányú mágneses tér mellett mért feszültséget {\displaystyle U_{ij}^{+}}-szal, -z-nél mért párját {\displaystyle U_{ij}^{-}}-szal (ekkor pl. {\displaystyle U_{ij}^{+}=U_{j}^{+}-U_{i}^{+}}). A mérések alatt azonos áramot alkalmazunk. A mintát egy adott B-térbe helyezve kell végigmérni a hagyományos van der Pauw-ellenállásokat, természetesen reciprokosan és fordított polaritással megismételve. Ezt követően ellentétes irányú, azaz -B-térben ugyanezt meg kell ismételni.
A Hall-feszültség kifejezéséhez először az azonos módon, de ellentétes mágneses térben végzett mérések különbségeit kell képezni az alábbiak szerint:
{\displaystyle V_{13}=V_{13}^{+}-V_{13}^{-}},
{\displaystyle V_{24}=V_{24}^{+}-V_{24}^{-}},
{\displaystyle V_{31}=V_{31}^{+}-V_{31}^{-}},
{\displaystyle V_{42}=V_{42}^{+}-V_{42}^{-}},
amelyekkel a teljes Hall-feszültség:
{\displaystyle V_{H}={\frac {V_{13}+V_{24}+V_{31}+V_{42}}{8}}}.
A fenti kifejezés előjele alapján következtethetünk a félvezető polaritására:
- ha a Hall-feszültség pozitív, az anyag p típusú félvezető,
- ha a Hall-feszültség negatív, az anyag n típusú félvezető.

A felületi töltéskoncentrációra vonatkozó összefüggésünk így írható át:
{\displaystyle n_{s}={\frac {IB}{q|V_{H}|}}}.

## A mobilitás meghatározása
Egy félvezető fajlagos ellenállása az alábbiak szerint adható meg az elektronok és az elektronlyukak mobilitásával:
{\displaystyle \rho ={\frac {1}{q(n\mu _{n}+p\mu _{p})}}}
ahol n az elektronok, p pedig a lyukak koncentrációja, {\displaystyle \mu _{n}} az elektronmobilitás, {\displaystyle \mu _{p}} pedig a lyukak mobilitása.
Ha a félvezető anyag dópolt, (azaz nem intrinszik félvezető), akkor n és p között sok nagyságrendbeli különbség van. A fenti összefüggést csak a többségi töltéshordozókra figyelembe véve, azok n és {\displaystyle \mu } jellemzőire felírható a jóval egyszerűbb
{\displaystyle \rho ={\frac {1}{qn\mu }}}
összefüggés.
A minta {\displaystyle R_{s}} négyzetes ellenállása a fajlagos ellenállás és a rétegvastagság hányadosa. A réteg {\displaystyle n_{s}} töltéssűrűsége úgy adható meg, hogy a dópolókoncentrációt megszorozzuk a vastagsággal. Ezeket felhasználva megadható a négyzetes ellenállás és a többségi töltéshordozó mobilitásának viszonya:
{\displaystyle R_{s}={\frac {1}{qn_{s}\mu _{m}}}}.
Ezt átrendezve kifejezhetjük a mobilitást:
{\displaystyle \mu _{m}={\frac {1}{qn_{s}R_{s}}}},
amelybe a van der Pauw-mérésből kapott {\displaystyle R_{s}} beírásával a mobilitás meghatározható.

## Fordítás
Ez a szócikk részben vagy egészben  a   Van der Pauw method című angol Wikipédia-szócikk ezen változatának fordításán alapul.  Az eredeti cikk szerkesztőit annak laptörténete sorolja fel. Ez a jelzés csupán a megfogalmazás eredetét és a szerzői jogokat jelzi, nem szolgál a cikkben szereplő információk forrásmegjelöléseként.

### Szakmai közlemények
- van der Pauw, L.J. (1958). „A method of measuring specific resistivity and Hall effect of discs of arbitrary shape” (PDF). Philips Research Reports 13, 1–9. o. [2018. november 10-i dátummal az eredetiből archiválva]. (Hozzáférés: 2018. november 7.)
- van der Pauw, L.J. (1958). „A method of measuring the resistivity and Hall coefficient on lamellae of arbitrary shape” (PDF). Philips Technical Review 20, 220–224. o. [2015. augusztus 24-i dátummal az eredetiből archiválva]. (Hozzáférés: 2016. augusztus 2.)

### Tananyagok, ismeretterjesztő weblapok
- Hall-effektus - Fizipedia. fizipedia.bme.hu. (Hozzáférés: 2018. január 25.)
- El-Hinnawy, Nabil: Microwaves101 | Van der Pauw Measurements (brit angol nyelven). www.microwaves101.com. (Hozzáférés: 2018. január 25.)
- Hall Effect Measurements. National Institute of Standards and Technology, 2016. augusztus 25. (Hozzáférés: 2018. január 25.)